# William Clem
William Clem (Vedbæk, 20 giugno 2004) è un calciatore danese, centrocampista del Copenaghen.

## Carriera

### Club
William Clem è cresciuto nelle giovanili del Copenaghen, dove ha fatto le prime apparizioni in panchina durante la UEFA Europa Conference League 2021-2022. Ha firmato il suo primo contratto professionistico l'estate successiva.
Ha giocato il suo primo incontro il 19 ottobre 2022 da titolare in DBUs Landspokalturnering contro l'Hobro. Meno di una settimana dopo ha debuttato in UEFA Champions League nella fase a gironi contro il Siviglia.

### Nazionale
Ha giocato nelle nazionali giovanili danesi Under-17, Under-18 ed Under-19.

## Statistiche

### Presenze e reti nei club
Statistiche aggiornate al 3 ottobre 2023.
| Stagione        | Squadra         | Campionato      | Campionato | Campionato | Coppe nazionali | Coppe nazionali | Coppe nazionali | Coppe continentali | Coppe continentali | Coppe continentali | Altre coppe | Altre coppe | Altre coppe | Totale | Totale | Totale |
| Stagione        | Squadra         | Comp            | Pres       | Reti       | Comp            | Pres            | Reti            | Comp               | Pres               | Reti               | Comp        | Pres        | Reti        | Pres   | Reti   |        |
| --------------- | --------------- | --------------- | ---------- | ---------- | --------------- | --------------- | --------------- | ------------------ | ------------------ | ------------------ | ----------- | ----------- | ----------- | ------ | ------ | ------ |
| 2022-2023       | Copenaghen      | SL              | 17         | 0          | CD              | 7               | 0               | UCL                | 2                  | 0                  |             | -           | -           | 26     | 0      |        |
| 2023-2024       | Copenaghen      | SL              | 8          | 0          | CD              | 0               | 0               | UCL                | 3                  | 0                  |             | -           | -           | 11     | 0      |        |
| Totale carriera | Totale carriera | Totale carriera | 25         | 0          |                 | 7               | 0               |                    | 5                  | 0                  |             | -           | -           | 37     | 0      |        |

## Palmarès
- Campionato danese: 2

Copenhagen: 2022-2023, 2024-2025
- Coppa di Danimarca: 2

Copenaghen: 2022-2023, 2024-2025